# Distrito Histórico de Blackstone Boulevard-Cole Avenue-Grotto Avenue
El Distrito Histórico de Blackstone Boulevard-Cole Avenue-Grotto Avenue es un distrito histórico predominantemente residencial limitado aproximadamente por Blackstone Boulevard, Cole Avenue, Grotto Avenue, President y Rochambeau Avenues en el lado este de la ciudad Providence, la capital del estado de Rhode Island (Estados Unidos).

## Descripción
Abarca una de las últimas zonas de la ciudad en desarrollarse residencialmente. Cubriendo alrededor de 40 ha, la mayor parte de su parque de edificios se construyó entre 1889 y la década de 1940, con un notable aumento de la construcción en la década de 1920. La arquitectura de la zona es heterogénea, predominando los estilos colonial y renacentista georgiano. El área se desarrolló después de que la ciudad construyera Blackstone Boulevard con la intención de convertir el área en un suburbio de tranvías.
El distrito fue incluido en el Registro Nacional de Lugares Históricos en 2009.